# ستان كوبر
ستان كوبر (بالإنجليزية: Stan Cooper)‏ هو سياسي أمريكي، ولد في 21 سبتمبر 1940 في ماكيسبورت في الولايات المتحدة. حزبياً، نشط في الحزب الجمهوري. وقد انتخب عضو مجلس ولاية وايومنغ وانتخب عضو مجلس نواب وايومنغ.